# Fusillade au volant
 (juillet 2014).
Si vous disposez d'ouvrages ou d'articles de référence ou si vous connaissez des sites web de qualité traitant du thème abordé ici, merci de compléter l'article en donnant les références utiles à sa vérifiabilité et en les liant à la section « Notes et références ».
Une « fusillade au volant » (en anglais, « drive-by shooting ») est un mode opératoire d'assassinat par coups de feu tirés d'un véhicule, voiture ou motocyclette par exemple. Cette méthode est souvent utilisée par les gangs en Amérique, mais également à Marseille en France ou dans la ville de Naples en Italie.
Un exemple de drive-by shooting est représenté dans le film Boyz n the Hood où l'on peut y voir une scène où un gang en voiture tire des coups de feu depuis leur voiture, mais également dans le film français Chouf, dans lequel des trafiquants de drogue effectuent un règlement de comptes dans une cité de Marseille. Ce genre de drive-by shooting était très populaire dans les années 90 et souvent pratiqué lors d'un règlement de comptes (meurtre, drogue).

## Mode opératoire
Cette méthode d'homicide est le mode opératoire de nombreux règlements de comptes. Le rappeur Tupac Shakur en a été la victime en 1996 à Las Vegas ; l'identité des meurtriers reste encore inconnue. The Notorious B.I.G subit le même sort six mois plus tard dans le même contexte en Californie (des membres du gang local des Crips sont soupçonnés du meurtre ; le rappeur n'aurait pas payé les hommes en question, chargés de sa sécurité durant son voyage).
Une « fusillade au volant » peut avoir lieu à l'arrêt, au feu rouge par exemple, le véhicule du tireur s'arrêtant tranquillement à hauteur de sa cible qui peut être un autre véhicule ou un ou plusieurs piétons. Cela peut également avoir lieu alors que le véhicule du tireur est en mouvement, le conducteur ou un passager ouvrant le feu. L'action ne dure que quelques secondes avant que le véhicule du tireur prenne la fuite rapidement.
Ce type de meurtre est très présent dans les films de gangsters ou d'action. Il est également pratiqué par le monde du gangsta rap et celui des gangs ; il peut également être une méthode d'assassinat politique.

## Exemples
L'assassinat de Tupac Shakur est l'un des plus célèbres cas de fusillade au volant. En 1996, tandis que le rappeur américain est à bord de sa voiture, un autre véhicule s'arrête à sa hauteur, tire une rafale par la vitre baissée puis repart. Tupac meurt à l'hôpital des suites de ses blessures. Six mois plus tard, son rival Notorious B.I.G. est abattu dans des circonstances similaires.
En France, en 1981, le juge Michel est abattu par des tueurs à moto à Marseille, en pleine journée, pendant qu'il roulait lui-même à moto sur un grand boulevard.
Le soir du 25 février 1994, la voiture qui ramène la députée Yann Piat à son domicile est prise en chasse par deux hommes à moto. L'élue est atteinte mortellement par plusieurs balles. L'enquête conclura à un crime mafieux et le commanditaire, les auteurs et plusieurs complices seront condamnés.